# Antonio Sagarna
Antonio Sagarna (Nogoyá, Entre Ríos, 11 de octubre de 1874 - Buenos Aires, 28 de julio de 1949) fue un jurista y político argentino que ejerció como Ministro de Justicia e Instrucción Pública y ministro de la Corte Suprema de Justicia de la Nación entre 1928 y 1947, designado por Marcelo Torcuato de Alvear y destituido mediante juicio político por el peronismo. Es especialmente recordado como uno de los autores de la doctrina sobre los gobiernos de facto.

## Biografía
Nació en un hogar muy modesto y se educó en escuelas públicas; se graduó de abogado en la Universidad de Buenos Aires. Durante años fue docente en el Colegio Nacional de Concepción del Uruguay. Posteriormente se radicó en Paraná, donde también ejerció la docencia y se afilió a la Unión Cívica Radical.
A principios del siglo XX inició la carrera judicial de la Provincia de Entre Ríos, alcanzando a ser miembro del Superior Tribunal de Justicia. Con la Ley Sáenz Peña se terminó la autoproscripción del radicalismo, de modo que Sagarna decidió abandonar la carrera judicial e incorporarse a la política.
En 1913 fue elegido diputado provincial. Al año siguiente, al asumir el primer gobernador radical de Entre Ríos, Miguel Laurencena, éste lo nombró Ministro de Gobierno de la provincia. Fue el responsable de enfrentar la resistencia de los conservadores, que conservaban la mayoría de los escaños en la legislatura provincial. Solicitó y obtuvo del presidente Hipólito Yrigoyen la intervención federal del poder legislativo entrerriano, merced a la cual el radicalismo logró la mayoría legislativa. Como parte de ese conflicto con los conservadores, se produjo la ruptura de relaciones con la Iglesia Católica entrerriana.
Posteriormente fue embajador de su país en Perú. Fue también profesor de Derecho Ferroviario Comparado en la Universidad Nacional del Litoral. Contribuyó al desarrollo cultural de la provincia y fundó la Biblioteca Popular del Paraná. Escribió gran cantidad de obras sobre jurisprudencia, historia y criminología.
En 1923 fue nombrado interventor de la Universidad Nacional de Córdoba por el presidente Marcelo Torcuato de Alvear. Poco después lo nombró Ministro de Justicia e Instrucción Pública de la Nación. Su gestión se centró principalmente en la fundación y equipamiento de instituciones educativas.
A mediados de 1928, con acuerdo del Senado, Alvear lo nombró Ministro de la Corte Suprema de Justicia. Identificado con la fracción antipersonalista del radicalismo, la llegada de Yrigoyen a la presidencia ese mismo año lo incitó a oponerse a varias de sus medidas de gobierno en la justicia.
El 6 de septiembre de 1930 se produjo el primer golpe de Estado exitoso de los varios ocurridos en su país; la situación del grupo golpista era jurídicamente insostenible, ya que su origen era ilegal. A pedido de los colaboradores del general José Félix Uriburu, que había usurpado el gobierno, la Corte Suprema de Justicia publicó cuatro días después del golpe una acordada — norma legal emanada de una corte judicial — en la que declaraba que los actos y las designaciones de funcionarios emanadas de un gobierno de facto como el que se acababa de establecer eran jurídicamente válidos, «cualquiera que pueda ser el vicio o deficiencia de sus nombramientos o de su elección, fundándose en razones de policía y necesidad». Esa declaración dio marco legal a la "doctrina de los gobiernos de facto", por la que se dio validez -con ciertas limitaciones- a los actos de un gobierno que tuviera ese origen.
Continuó ejerciendo el cargo de ministro de la Corte Suprema de Justicia durante toda la llamada Década Infame. En 1943, la Corte que aún integraba Sagarna reconoció en una acordada que la doctrina de los gobiernos de facto debía aplicarse también a la dictadura militar surgida de la revolución del 4 de junio de ese año.
En 1947, durante la presidencia de Juan Domingo Perón, el Congreso Nacional lo destituyó por medio de un juicio político junto a otros dos miembros de la Corte imputándole diversos cargos, entre los cuales estaba haber dictado las dos acordadas referidas. En la práctica, de los autores originales de la doctrina de los gobiernos de facto sólo el ministro Sagarna fue enjuiciado: Roberto Repetto renunció al conocer que iba a ser enjuiciado, y los otros dos autores de la misma, José Figueroa Alcorta y Ricardo Guido Lavalle ya no formaban parte de la misma.
Tras su destitución, Sagarna se retiró a la vida privada. Falleció en Buenos Aires en 1949.